# Remioromen
Remioromen (レミオロメン), estilizado en ocasiones REMIOROMEN, es una banda japonesa de rock integrada por Fujimaki Ryota, Maeda Keisuke y Jinguuji Osamu. Fundada en 2000 Remioromen se ha convertido en una de las bandas más conocidas firmando contrato con discográficas como Oorong-Sha que tiene entre sus filas a Bump of Chicken, Salyu o Mr. Children. Es considerada una banda roquera de influencias variadas, muy parecida estilísticamente con Mr.Children (grupo con el que generalmente comparten fans), son acreedores de una gran popularidad y su sonido actual es una mezcla de rock & pop.

## Integrantes
La banda está integrada por:
- Maeda Keisuke (前田啓介?) (bajo) (11/09/1979)
- Fujimaki Ryota (藤巻亮太?) (cantante, guitarra)(12/01/1980)
- Jinguuji Osamu (神宮司治?) (batería y percusión) (05/03/1980)

## Historia
Remioromen es un trío J-Rockero formado en diciembre del 2000. Los tres miembros de la banda eran compañeros desde sus primeros años de educación básica y formaron la banda mientras Fujimaki cursaba su tercer año de ingeniería en el prestigioso Instituto Tecnológico Maebashi, en la prefectura de Gunma. Como es costumbre en las bandas de rock, su actividad como grupo independiente fue bastante fructífera: el 12 de marzo de 2003 lanzan su primer miniálbum llamado Festa a través del sello discográfico indie UK Project Label. Este miniálbum se posicionó rápidamente en las primeras posiciones de los charts independientes. 
Más tarde el 21 de mayo del mismo año Remioromen lanza su primer sencillo llamado «Ame Agari», también con la disquera UK Project Label. Este sencillo tuvo una gran rotación en radios de la prefectura de Tokio, pero en el primer día de su lanzamiento, la sucursal ubicada en Shibuya (Tokio) de Tokyo Records ofreció un concierto en vivo mientras se vendían las copias de «Ame Agari», a este show asistieron más de 540 personas.
El 20 de agosto de 2003 Remioromen lanza su segundo sencillo llamado «Denwa» pero ahora ya como artistas principales con la discográfica Speedstar Records (una división de Victor Entertainment), la misma compañía de artistas como UA y The Back Horn. Más tarde el 19 de noviembre de 2003 lanzan su primer álbum, titulado Asagao, con la misma discográfica incluyendo temas que habían ya aparecido en el álbum Festa. 
Con posterioridad siguieron lanzando singles como «San Gatsu Kokono Ka» (3/9) y «Moratorium», obteniendo lugares de importancia en el Oricon Chart. 
El 3 de marzo de 2005 lanzan su segundo álbum, llamado ether, que obtiene un buen número de ventas y una buena colocación dentro de los Charts logrando ser uno de los 100 álbumes más vendidos del 2005 según Oricon.
Varios de sus singles como «Ao no Sekai» y «Minami Kaze» se mantuvieron varias semanas dentro de los primeros lugares de Oricon Chart, pero la fama finalmente les llegó cuando lanzaron el sencillo «Konayuki», tema central del dorama japonés A Litter no Namida (Un Litro de Lágrimas) que arrasó con todos los Charts en Japón y fue escogido como el mejor tema del 2006 y mejor videos en ceremonias como los MTV VMA Awards 2006 y Sony Music Awards 2006.
Sus apariciones en programas musicales, tanto en radio como televisión, hicieron que sus invitaciones a festivales de rock aumentaran de sobremanera, al igual que el número de sus seguidores, tanto en Japón como en el resto de los fanáticos del j-rock en el mundo. En el 2006 realizaron el Remioromen Summer Live del cual editaron el álbum Flash and Gleam y participaron en el ap fes '06 compartiendo el escenario con otros músicos como Kazutoshi Sakurai, Takeshi Kobayashi, Seigi Kameda entre otros.
Desde la formación de Remioromen en diciembre del 2000 hasta ahora, ellos tienen 15 singles, 1 miniálbum, 6 álbumes y 1 DVD en vivo.

## Origen del nombre
El nombre de esta banda tuvo una particular forma de formarse, como no encontraban un nombre adecuado para su estilo entre los comunes, decidieron formarlo a través de un simple "janken" (Piedra-Papel-Tijera); el primero escogería un carácter japonés, el segundo dos caracteres y el tercero tres caracteres.
Ryota (voz, guitarras) escogió el carácter japonés: "RE", el primer carácter de su banda de rock favorita Radiohead (recuerden que "Radiohead" en katakana se lee como "REDIOHEDDO"). Osamu (batería) escogió dos caracteres: "MI" las iniciales de su novia en ese momento, y "O" que es la inicial de su primer nombre. Y al final, Keisuke (bajo) escogió los caracteres: "RO-ME-N" que son derivados de la palabra japonesa "romendensha" que significaría "streetcar" (Autos de Carrera Callejeros), escogió esto ya que le encantan ese tipo de autos. Así que juntando todos los caracteres formaron el nombre... REMIOROMEN.

## Discografía

### Sencillos
1. Ame Agari (2003.05.21)
2. Denwa (2003.08.20)
3. Sangatsu Kokonoka (2004. 03.09)
4. Akashia (2004.05.19)
5. Moratorium (2005.01.12)
6. Minami Kaze (2005.02.09)
7. Ao no Sekai (2005.10.12)
8. Konayuki (2005.11.16)
9. Taiyou no Shita (2006.03.01)
10. Akanesora (2007.3.14)
11. Hotaru/RUN (2007.5.09)
12. Wonderful & Beautiful (2007.12.12)
13. Motto Tooku e/Orchestra (2008.7.30)
14. Yume no Tsubomi (2009.01.07)
15. Starting Over (2009.07.15)
16. Koi no Yokan Kara (2009.11.25)
17. Tatsunda Joe (2010.07.28)
18. Your Song (2011.01.19)

### Otros sencillos
1. 3gatsu 9ka - Paradigm(KIT KAT Special Single) (2007.03.05)
2. Sakura (Digital Single) (2009.02.14)
3. Kachufuugetsu (Digital Single) (2010.02.17)

### Rental CD
1. Haru ~Kachoufuugetsu~ (2010.03.03)
2. Natsu ~Kachoufuugetsu~ (2010.06.23)

### Miniálbum
1. Festa (2003.03.12)

### Álbumes
1. Asagao (2003.11.19)
2. ether (2005.03.09)
3. HORIZON (2006.05.17)
4. Flash and Gleam (2006.11.01)
5. Kaze no Chroma (2008.10.29)
6. Remio Best (2009.03.09)
7. Kachoufuugetsu (2010.03.03)
8. “Your Songs” with strings at Yokohama Arena (2011.4.27)

### DVD
1. 03-09 Live at Budokan (2005.6.29)
2. "ISLAND OVER THE HORIZON" at Yokohama Arena (2007.3.14)
3. TOUR 2008 “Wonderful & Beautiful” (2008.5.14)
4. REMIOROMEN SPECIAL LIVE at Saitama Super Arena (2009.11.25)
5. 10th Anniversary TOUR 2010“Kachufuugetsu”(Final at Yamanashi Prefectural Culture Hall,2010.12.6) (2011.3.9)